# Кхаграчхари (округ)
Кхаграчхари (бенг. খাগড়াছড়ি জেলা, англ. Khagrachhari District) — округ на юго-востоке Бангладеш, в области Читтагонг. Образован в 1983 году. Административный центр — город Кхаграчхари. Площадь округа — 2699 км². По данным переписи 2001 года население округа составляло 524 961 человек. Уровень грамотности взрослого населения составлял 26,3 %, что значительно ниже среднего уровня по Бангладеш (43,1 %). 47,45 % населения округа исповедовало ислам, 35,51 % — буддизм, 16,69 % — индуизм.

## Административно-территориальное деление
Округ состоит из  подокругов.
Подокруга (центр)
1. Кхаграчхари (Кхаграчхари)
2. Дикхинала (Дикхинала)
3. Лакшмичхари (Лакшмичхари)
4. Махалчхари (Махалчхари)
5. Маникчхари (Маникчхари)
6. Матиранга (Матиранга)
7. Панчхари (Панчхари)
8. Рамгарх (Рамгарх)